# Cnemidophorus lemniscatus
Espèce
Synonymes
- Lacerta lemniscata Linnaeus, 1758
- Cnemidophorus scutata Gray 1845
- Cnemidophorus espeuti Boulenger 1885

Cnemidophorus lemniscatus est une espèce de sauriens de la famille des Teiidae.

## Répartition
Cette espèce se rencontre :
- au Guatemala ;
- au Belize ;
- au Honduras y compris sur les îles Swan ;
- au Nicaragua ;
- au Panama ;
- en Colombie y compris dans l'archipel de San Andrés, Providencia et Santa Catalina ;
- au Venezuela y compris sur les îles Cubagua, Margarita, Coche et dans l'archipel de Los Roques ;
- à Aruba ;
- à Trinité-et-Tobago ;
- au Guyana ;
- au Suriname ;
- en Guyane ;
- dans le nord du Brésil ;

Sa présence est incertaine au Salvador et au Costa Rica.
Elle a été introduite en Floride aux États-Unis.

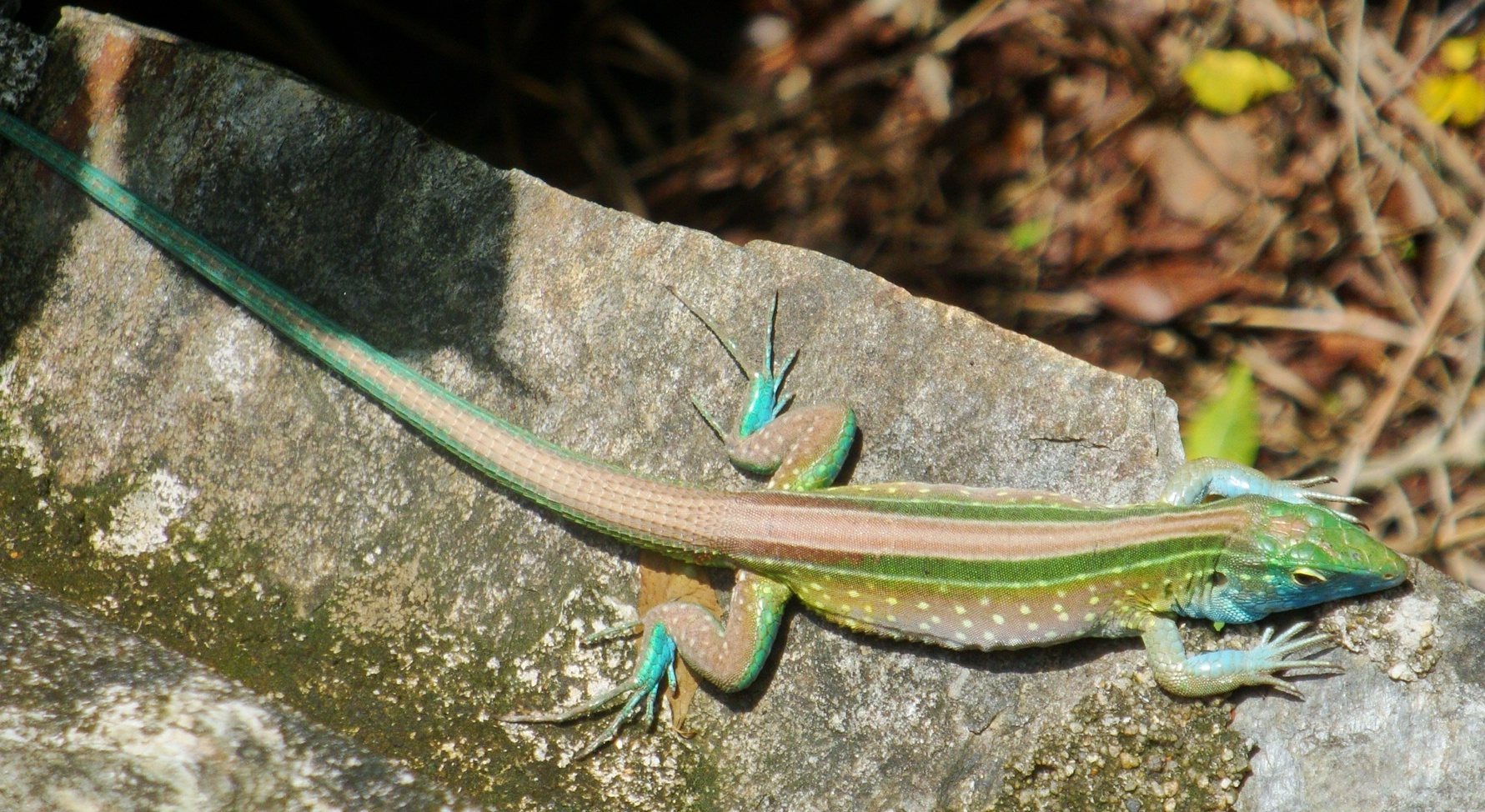
Cnemidophorus lemniscatus

## Taxinomie
La sous-espèce Cnemidophorus lemniscatus splendidus a été élevée au rang d'espèce par McCranie et Hedges en 2013.

## Publication originale
- Linnaeus, 1758 : Systema naturae per regna tria naturae, secundum classes, ordines, genera, species, cum characteribus, differentiis, synonymis, locis, ed. 10 (texte intégral).